# Famille Majláth
Majláth (Székhelyi Mailáth en hongrois, Mailáth, Májlát, Majlát, Maylád ou Majáth) est le patronyme d'une famille noble hongroise. 

## Histoire
Elle apparaît dans les comtés de Hont et de Bars au XVIIe siècle mais est originaire de la ville de Ófehértó. À noter que la famille Majláth de Székhely, apparue plus tardivement, n'a pas de lien avec les Maylád de Szunyogszegh dont le membre le plus notable fut le voïvode István Maylád.

## Quelques membres
- Miklós Székhelyi Mailáth (1646-1673), juge en chef de Zólyom, főispán de Komárom, conseiller (1662-1673) du primat de Hongrie György Lippay, directeur des affaires royales (királyi ügyek igazgatója) et procureur de la Sainte-Couronne (a szent korona ügyésze).
- György Majláth (hu) (1752-1821), avocat, Juge en chef (Királyi személynök) de la Table royale et főispán de Tolna.
- György Majláth (hu) (1786–1861), Grand Juge du royaume, parlementaire, porte-parole de la chambre des magnats, membre de l'Académie hongroise des sciences. Fils du précédent.
- comte János Majláth(1786-1855), historien et poète hongrois.
- György II Majláth (1818–1883), fils du précédent, juge, porte-parole de la chambre des magnats, membre de l'Académie hongroise des sciences.
- comte Gusztáv Károly Majláth (hu) (1864-1940), fils du précédent, il fut évêque catholique de Transylvanie.
- comte Antal Mailáth de Székhely (hu) (1801-1873), főispán de Zemplén, véritable conseiller privé, ministre d'État, membre de la Chambre haute, grand-Chancelier (főkancellár) de Hongrie.
- comte József Mailáth de Székhely (hu) (1858-1940), sociologue, organiste, compositeur, véritable conseiller privé, chambellan impérial et royal, főispán de Nagy-Küküllő, membre de la Chambre haute.
- Béla Majláth (hu) (1831-1900), historien, archéologue, bibliographe, membre de l'Académie hongroise des sciences.

## Galerie

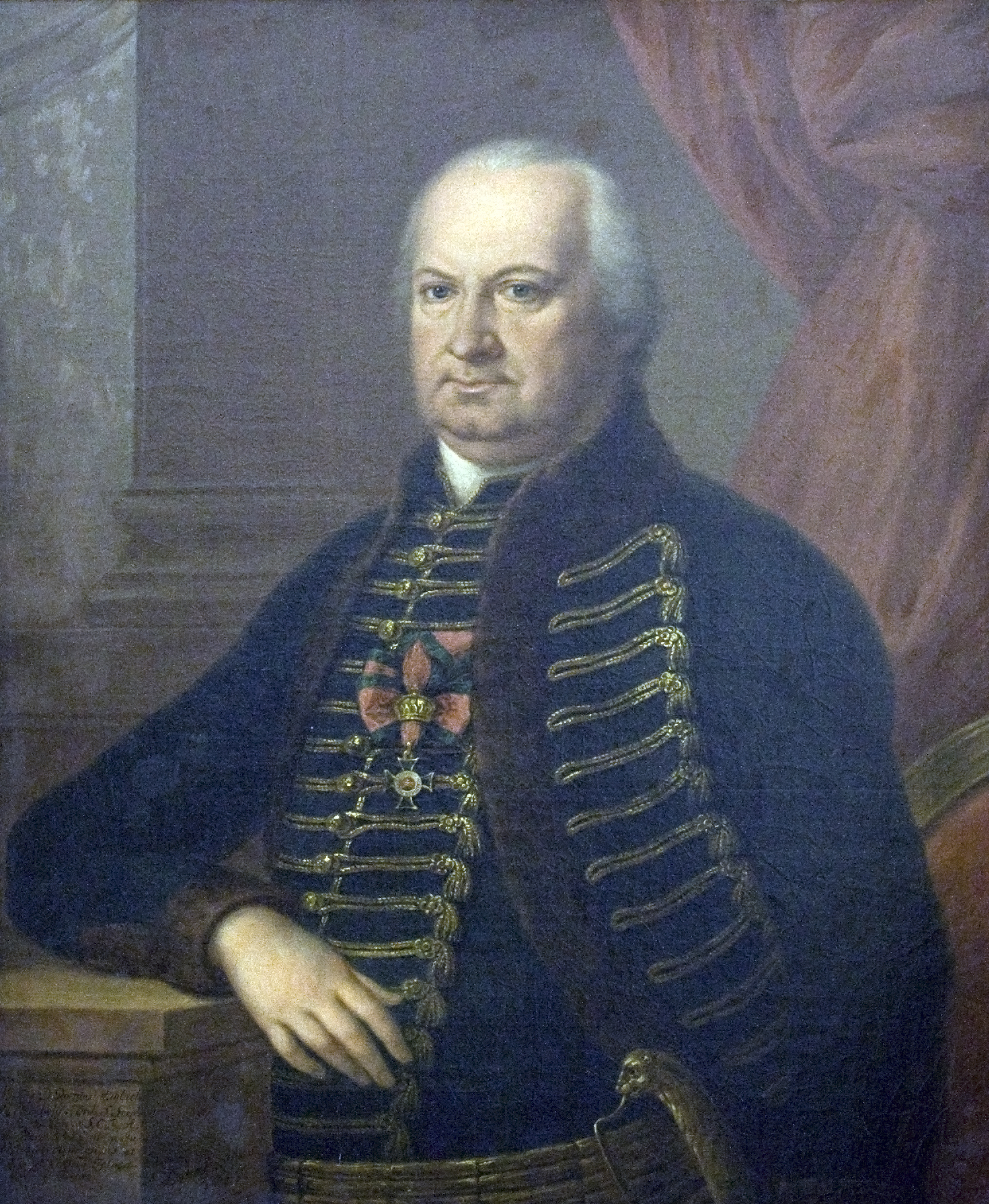
György Majláth (1752-1821), président de la Table royale
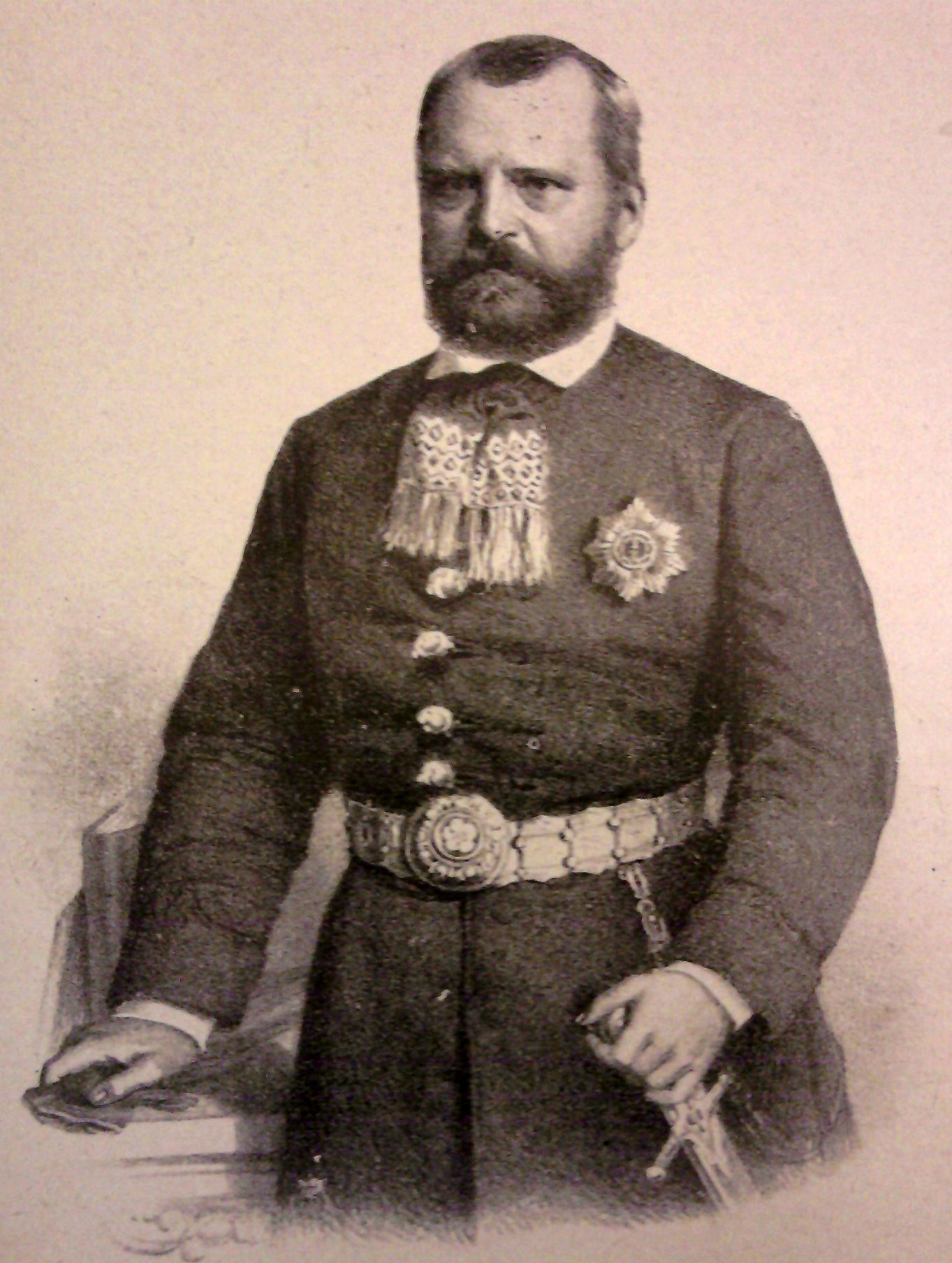
György Mailáth (1786–1861), Juge royal de Hongrie
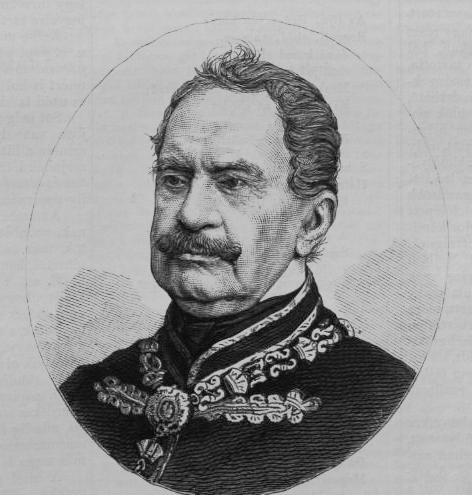
comte Antal Mailáth (1801-1873), grand-Chancelier de Hongrie
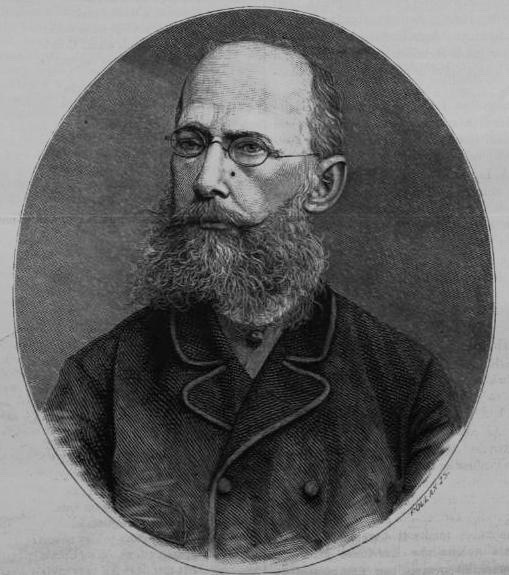
Béla Majláth (1831-1900), historien, académicien